# Тернопільський навчально-курсовий комбінат
Тернопільський обласний комунальний навчально-курсовий центр — навчальний заклад І рівня акредитації у місті Тернопіль.

## Історія
Тернопільський обласний комунальний навчально-курсовий центр є професійним навчальним закладом, який працює згідно Положення про навчально-курсовий комбінат, та у своїй діяльності керується Законами України «Про освіту», «Про професійно-технічну освіту» і Положенням про професійно-технічний навчальний заклад. 
Основною діяльністю навчально-курсового центру є підготовка, перепідготовка та підвищення кваліфікації.
Тернопільський обласний комунальний навчально-курсовий центр , який існує більш як 55 років, організовує і проводить навчання з ліцензованих професій, курсів цільового призначення, спеціальне навчання з охорони праці робітників, які задіяні на роботах з підвищеною небезпекою, з питань охорони праці для посадових осіб, фахівців підприємств, організацій, установ м. Тернополя та області.
Навчально-курсовий центр працює згідно Ліцензії Міністерства освіти і науки, молоді та спорту України щодо надання освітніх послуг з професійно-технічного навчання, перепідготовки, підвищення кваліфікації.
Наш навчальний заклад має відповідну матеріальну базу, атестованих викладачів, методичне забезпечення, технічно оснащені аудиторії, комп’ютерний клас, бібліотеку.
Теоретичне навчання слухачів проводиться у спеціально обладнаних навчальних класах. Наші викладачі мають великий досвід виробничої та педагогічної роботи.
Напрями професійного навчання забезпечені необхідною навчально-методичною документацією.
Всі професії ліцензовані міністерством освіти України.
Можливий виїзд викладачів на виробництво.
Після закінчення курсу навчання видаються свідоцтва державного зразка про присвоєння або підвищення робітничої кваліфікації відповідного розряду (класу, категорії) .
Особам, які навчалися з професій , пов’язаних з роботами на об’єктах з підвищеною небезпекою праці, разом з документом про професійно-технічну освіту видається посвідчення про допуск до роботи на зазначених об’єктах.

## Спеціальності
Оператор котельні
Машиніст (кочегар) котельні
Слюсар з експлуатації та ремонту газового устаткування
Апаратник хімводоочищення
Чистильник димоходів, лежаків та топок
Оператор заправних станцій
Перукар
Ліфтер
Машиніст компресорних установок
Стропальник
Машиніст крана автомобільного
Машиніст крана (кранівник)
Електромеханік з ліфтів
Електрогазозварник
Манікюрник
Машиніст бульдозера (будівельні роботи)
Машиніст екскаватора одноковшового
Оператор комп’ютерного набору
Кочегар технологічний печей
Водій навантажувача
Маляр
Муляр
Штукатур

## Курси цільового призначення
- Осіб посадових, відповідальних з охорони праці;
- Осіб відповідальних за технічний стан і безпечну експлуатацію систем газопостачання;
- Осіб відповідальних за електрогосподарство;
- З охорони праці операторів котелень;
- Правил технічної експлуатації електроустановок споживачів.